# الزرنوق (أبو قويدر)
قرية الزرنوق - أبو قويدر
هي قرية عربية غير معترف بها من قبل السلطات الإسرائيلية تقع شرق مدينة بئرالسبع بحوالي 13 كيلو متر على طريق 25 الممتد بين بئرالسبع وديمونة في النقب. تحد قرية الزرنوق من الشرق قرية بير المشاش، ومن الغرب قرية خشم زنة ومن الشمال قرية بير الحمام، ومن الجنوب قرية أبو تلول، وكلها قرى غير معترف بها. تعود تسمية القرية نسبة لوادي الزرنوق الواقع شمالي القرية، وهو وادي معروف يفيض بمياه الأمطار في فصل الشتاء. وكلمة «الزرنوق» تعني النهر الصغير.

## السكان
يصل عدد سكان القرية حسب تقديرات غير رسمية نحو 5 آلاف شخص وتسكنها عائلات أبو قويدر وأبو ماضي والرفايعة والأعسم وغيرها. تعد عائلة أبو قويدر أكبر عائلات الزرنوق ولهذه تعرف القرية أيضا باسم «أبو قويدر», ويصل عدد السكان من عائلة أبو قويدر حسب تقديرات غير رسمية نحو 3 آلاف نسمة.

## المرافق العامة
يتوسط القرية جامع كبير هو مسجد الرحمة الذي بُنِيَ عام 1979م ويعتبر أول مسجد تم بناؤه في قرية غيرمعترف بها في النقب. في عام 1999م تم أعادة بناء وتوسيع المسجد في موقع قريب من المسجد القديم.

بحكم كون القرية غير معترف بها، فهي تفتقر للبنى التحتية وأي من الخدمات الاساسية. الا أن بعد نضالات طويلة من اهالي القرية ودعاوي قضائية أسفرت عن إرغام الدولة على إنشاء مدرسة ابتدائية وعيادة صغيرة في القرية. المدرسة الابتدائية تحمل أسم «واحة الصحراء» تم تأسيسها عام 2000م وتضم نحو 900 طالب وطالبة. كذلك تضم القرية عيادة صغيرة تابعة لصندوق المرضى العام تم افتتاحها عام 2003م بالإضافة إلى ذلك تضم القرية نادي «ابطال الصحراء» للفنون القتالية والذي تم تأسيسه عام 2004م بمبادرة محلية والذي حقق العديد من الإنجازات في المشاركات المحلية والدولية.

## سياسة هدم البيوت وقضية ملكية أراضي القرية
شهدت القرية عدة حالات هدم بيوت بحجة البناء غير المرخص وتعيش القرية تحت التهديد المستمر بالتهجير القسري وفقا لما يعرف بخطة برافر  التي صادقت عليها الحكومة الإسرائيلية والتي تهدف حسب الرواية الرسمية لترتيب توطين البدو في النقب وحل قضية ملكية الأراضي. الا ان اهالي القرية كغيرها من القرى الغير معترف بها تخشى من الترحيل الذي يمكن ان يطال 45,000 شخص من عرب النقب  وتركيز السكان العرب في قرى مكتظة ومصادرة أراضيهم.

في الآونة الاخيرة (منتصف 2012) تقدمت جمعية "ريجابيم" الصهيونية التي تعنى بتوثيق ما يسمى "باجتيازات البناء عند العرب" بدعوة امام المحاكم الإسرائيلية بطلب هدم جميع مباني القرية بحجة ان أراضي القرية هي أراضي خاصه يمتلكها شخص يهودي يدعى "إسماعيلوف مارك شلومو سيمخة" كذلك نظمت الجمعية زيارة للقرية لوزير الخارجية الإسرائيلي ""أفيجدور ليبرمان" إعتبرها الاهالي استفزازية.